# Guldudvinding på Ny Guinea
Guldudvinding på Ny Guinea er en dansk dokumentarfilm fra 1954, der er instrueret af Hakon Mielche.

## Handling
Det undersøges, om jorden indeholder guld nok til at udvinding kan betale sig. Udvindingen begynder: kraftige vandstråler rettes mod jorden. Store mængder materiale rives løs og skylles med vandstrømen. Strømmen ledes gennem en sluse med store jernriste. Her synker guldet til bunds, mens sand og jord skylles videre. Vandet ledes derpå en anden vej. Jernristene fjernes, og guldet skovles op. Guldet er ikke rent nok. Der tilsættes derfor kvægsølv, som går i forbindelse med guldet. Forbindelsen vaskes for urenheder, og guld og kvægsølv skilles atter ved hjælp af varme. Guldet udstøbes i barrer.